# Жуковцы (Тернопольский район)
Жуковцы (укр. Жуківці) — село в Зборовской городской общине Тернопольского района Тернопольской области Украины.
Код КОАТУУ — 6122689803. Население по переписи 2001 года составляло 49 человек.
До 2020 года входило в Зборовский район.

## Географическое положение
Село Жуковцы находится у истоков реки Гнилка,
ниже по течению на расстоянии в 1 км расположено село Мшана.

## История
- 1638 год — дата основания.

## Объекты социальной сферы
- Клуб.